# Polus pritiażenija
Polus pritiażenija (ros. Полюс притяжения) – trzeci album studyjny ukraińskiej piosenkarki Tiny Karol, wydany 21 grudnia 2006 roku nakładem wytwórni Astra Records.

## Lista utworów
1. „Polus pritiażenija” – 3:09
2. „Bicze obłakow” – 3:19
3. „Namaluju tobi” – 3:06
4. „Pupsik” – 3:17
5. „Ty otpusti” – 3:45
6. „Bicze obłakow” (Remix) – 3:42
7. „Polus pritiażenija” (Karaoke Version) – 3:09
8. „Bicze obłakow” (Karaoke Version) – 3:20
9. „Pupsik” (Karaoke Version) – 3:15

- Teledysk do utworu „Bicze obłakow”
- Teledysk do utworu „Polus pritiażenija”
- Teledysk do utworu